# 多来加湖
多来加湖（たらいかこ）は、樺太中部にある湖。現在はロシア連邦の支配下にあり、ネフスコエ湖（ロシア語: Не́вское）と呼ばれている。

## 地理
サハリン州ポロナイスク地区（旧：樺太敷香郡敷香町及び同郡散江村）に位置する海跡湖で、多来加湾に面する。樺太最大の湖で、面積は178km2と霞ケ浦（167km2）やサロマ湖（152km2）より大きく、日本統治時代は琵琶湖、八郎潟に次いで日本で3番目に大きい湖だった。
- 流入河川 : 振戸川、留久玉川、毛売川など
- 流出河川 : なし（海へ直接流出）

## 歴史
ウィルタ民族が多来加湖周辺に居住していた。他にもニブフ・ヤクートなど北方諸民族が多く暮らしていた。17世紀には松前藩士が地図作成のため樺太を探検し、この付近まで足を踏み入れた。

## 生物相
湖の東側は海水域で、サケ・ニシン・ワカサギなどが生息する。西側は淡水域でフナなどが生息する。